# Burg Beyenburg
Die Burg Beyenburg war eine Spornburg auf einer Anhöhe in einer Wupperschleife neben dem Kloster Steinhaus im heutigen Wuppertaler Beyenburg.

## Geschichte
Die Beyenburg wurde erstmals 1336 urkundlich erwähnt. Aufgrund der dürftigen Fundlage konnte die Entstehungszeit der Burg bisher nicht geklärt werden. Entweder wurde sie nicht vor dem 14. Jahrhundert errichtet oder der mutmaßlich ältere Teil der Burg liegt an anderer Stelle. Aufgrund der strategischen Bedeutung Beyenburgs an der Wuppergrenze zwischen den Grafschaften Berg und Mark und der Lage an einer der aus mindestens frühmittelalterlicher Zeit bestehenden Handelsstraße zwischen Köln und Norddeutschland liegt eine solche Mutmaßung nahe.
Die Burg diente den Grafen von Berg und später den Herzögen von Jülich-Berg, ihren Angehörigen und dem Hofstaat als zwischenzeitliche Residenz, besonders im 15. Jahrhundert und als Amtssitz des bergischen Amtes Beyenburg. Aus dem 16. Jahrhundert ist noch ein Inventar überliefert. Die Burg wurde 1646 im Dreißigjährigen Krieg zerstört.
Die Spuren der Anlage (das größtenteils unbebaute Burggelände und zwei Stützmauern am Hang) sind seit dem 22. November 2004 als Bodendenkmal anerkannt.
Von der Burg aus wurde das Amt Beyenburg verwaltet.